# Úrbel (Arlanzón)

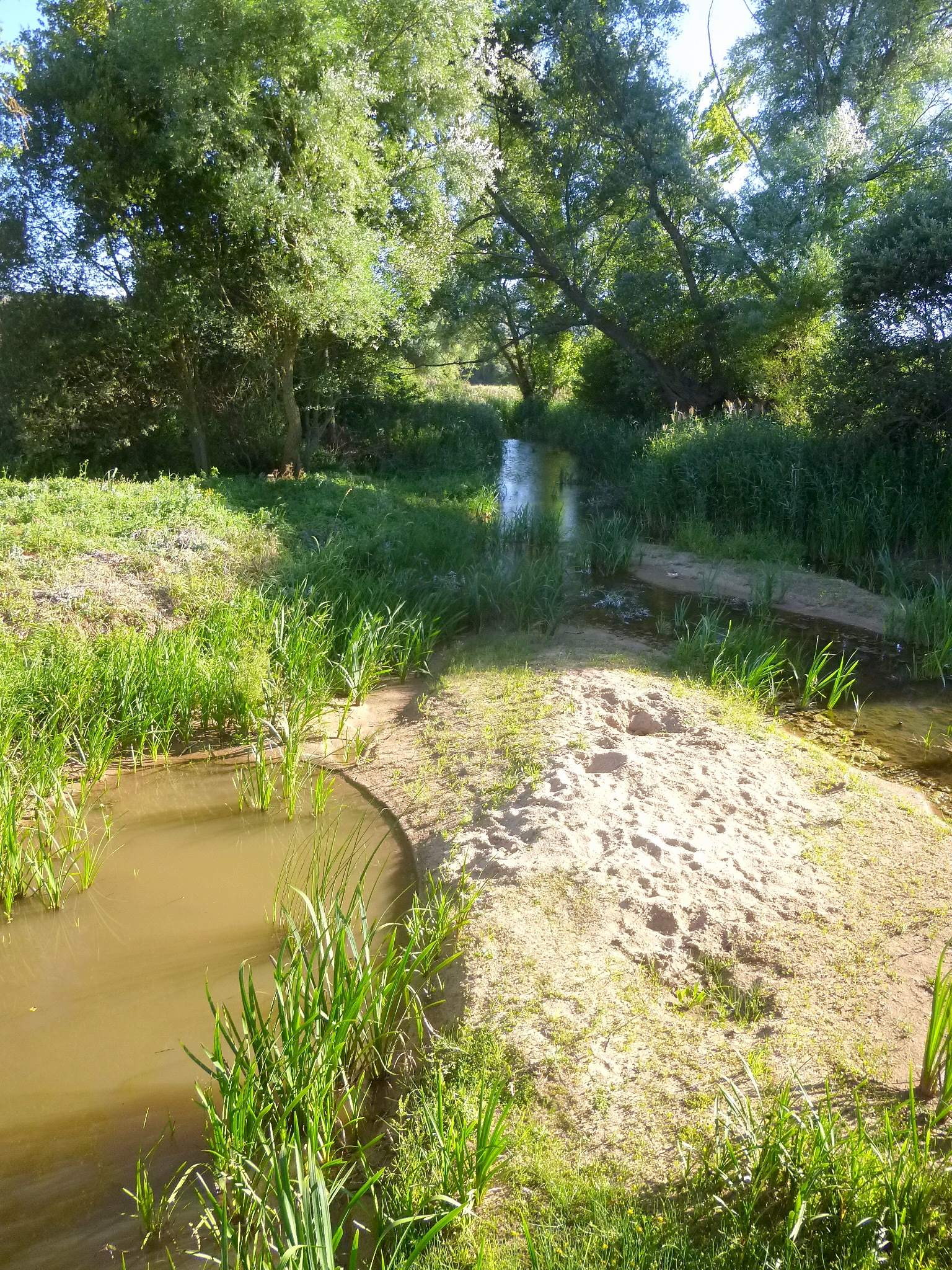
Río Úbel beim Weiler La Piedra in der Gemeinde Basconcillos del Tozo

Der Río Úrbel ist ein ca. 55 km langer Nebenfluss des Río Arlanzón in der Provinz Burgos im Norden Spaniens.

## Verlauf
Der Río Úrbel entspringt wenige Kilometer westlich des zur Gemeinde Basconcillos del Tozo gehörenden Weilers Fuente Úrbel auf der Südseite des Kantabrischen Gebirges in einer Höhe von ca. 965 m. Sein Verlauf führt zunächst in südöstliche, später dann nahezu konstant in südliche Richtungen. Bei Frandovínez mündet er in den Río Arlanzón.

## Nebenflüsse und Stauseen
Außer einigen Bächen (arroyos) hat der Río Úrbel keine Nebenflüsse; er wird nicht gestaut. Im Mittelalter und in der frühen Neuzeit gab es an seinen Ufern zahlreiche Wassermühlen.

## Gemeinden am Fluss
Basconcillos del Tozo, Úrbel del Castillo, Huérmeces, Valle de Santibáñez, Pedrosa de Río Úrbel, Las Quintanillas, Rabé de las Calzadas, Frandovínez

## Sehenswürdigkeiten
Sehenswert sind die bergige und waldreiche Landschaft am Oberlauf des Río Úrbel sowie die romanische Kirche Santa María la Mayor im Weiler Fuente Úrbel. Weiter südlich wurden die Kirchen im Stil der Gotik umgebaut, manchmal ist die romanische Apsis der jeweiligen Kirche noch erhalten. Bei der Ortschaft Rabé de las Calzadas kreuzt der Jakobsweg (Camino de Santiago) den Fluss.